# Salenthydrobia ferrerii
Salenthydrobia ferrerii is een slakkensoort uit de familie van de Hydrobiidae. De wetenschappelijke naam van de soort is voor het eerst geldig gepubliceerd in 2003 door Wilke.